# Esprit d'hiver

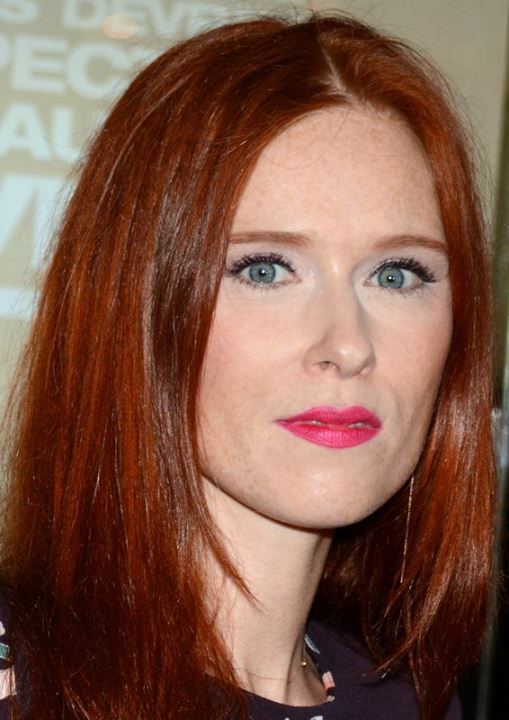
Audrey Fleurot.

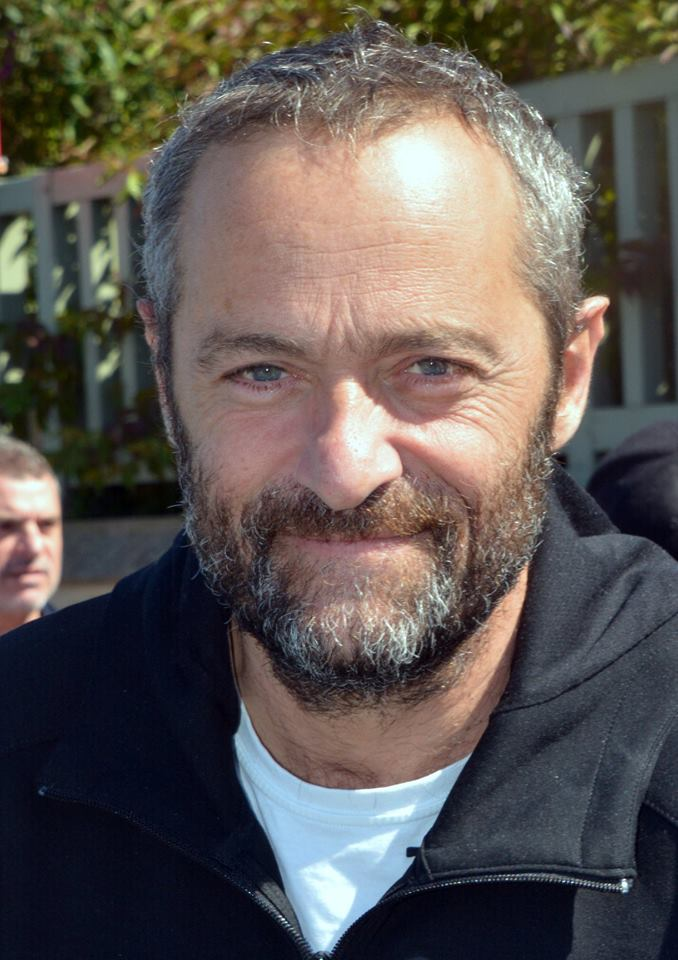
Cédric Kahn.

Esprit d'hiver est une mini-série télévisée française en trois épisodes de 40 minutes réalisée par Cyril Mennegun sur un scénario de Cyril Mennegun et Florence Vignon, et diffusée le 10 novembre 2022 sur Arte.
Cette fiction est une adaptation du roman Esprit d'hiver publié en 2013 aux Éditions Bourgois par la romancière américaine Laura Kasischke et vendu à plus de 120 000 exemplaires,,,,.
La série est une production de la société de production Kwaï pour Arte, réalisée avec le soutien de la région Auvergne-Rhône-Alpes,,.

## Synopsis
Nathalie et Marc ont adopté 16 ans auparavant leur fille Alice dans un orphelinat roumain dirigé par des religieuses. Ce jour-là Nathalie n'a pas d'élan vers ce bébé de 6 mois rencontré une première fois peu après sa naissance. En sortant des toilettes, au détour d'un labyrinthe de couloirs Nathalie ouvre une porte et découvre des enfants de tous âges entassés dans des conditions insalubres. Parmi eux un bébé en qui elle reconnaît "son Alice" à une tache de naissance sur le cou. Elle fait part à Marc de son désarroi et de ses doutes, il a déjà signé les papiers d'adoption.
Le couple repart. Alice a 16 ans, c'est Noël dans un chalet enneigé et isolé. Marc part chercher ses parents mais ne peut revenir à cause de la neige. Alice et Nathalie restent seules, l'atmosphère devient de plus en plus lourde et angoissante, des choses étranges se produisent que seule Nathalie semble entendre et voir.....

## Distribution
- Audrey Fleurot : Nathalie
- Cédric Kahn : Marc
- Lily Taïeb : Alice
- Malina Ioana-Ferrante : Sœur Luminata
- Simona Maiacanescu : Madame Gregorio
- Clémentine Verdier : Louise
- Corinne Masiero : le médecin psychiatre

## Production

### Genèse et développement
La série est créée et écrite par Cyril Mennegun et Florence Vignon, réalisée par Cyril Mennegun et produite par Thomas Bourguignon et Stéphanie Carrère,,,.
Esprit d'hiver est présentée le 15 septembre 2022 au Festival de la fiction TV de La Rochelle 2022 mais le jury, présidé par la comédienne Sandrine Bonnaire, ne lui décerne aucun prix,, malgré la présence d'Audrey Fleurot venue en personne promouvoir la série.

### Attribution des rôles
Pour les besoins du tournage de la mini-série Esprit d'hiver, Audrey Fleurot change de couleur de cheveux et passe du roux au blond, : c'est la première fois que l'on voit l'actrice avec des cheveux blonds.
Le 18 septembre 2022, lors de l'édition 2022 du Festival de la fiction TV de la Rochelle, elle se confie sur ce changement capillaire : « Toutes les actrices sont passées par absolument toutes les couleurs de cheveux, moi c'est vrai que je n'avais pas eu l'occasion parce qu'on ne me l'a jamais demandé et que je ne vais pas spontanément le faire parce que la nature est bien faite et c'est ce qui à mon sens me va le mieux. Mais je suis très en demande de changer de tête. Moi, j'ai un rapport au jeu qui est vraiment très enfantin, de l'ordre du déguisement. C'est ça qui me plaît. J'ai voulu faire ce métier pour continuer à jouer. J'étais très contente de ce changement de tête parce que ça aide à incarner un personnage. Je ne me reconnaissais plus dans la glace, j'avais l'impression de voir mille et une actrices. Le blond incarne aussi une espèce d'éternel féminin, il y a quelque chose d'hollywoodien et d'intemporel ».

### Tournage
Le tournage de la série a lieu du 2 mars au 13 avril 2021 dans la région parisienne et en Haute-Savoie,,.
Des scènes sont tournées dans le département du Val-d'Oise, entre autres à Bouffémont avec des figurants locaux.

### Fiche technique
Sauf indication contraire, les informations mentionnées dans cette section peuvent être confirmées par les bases de données cinématographiques IMDb et Allociné,  présentes dans la section « Liens externes ».
- Titre français : Esprit d'hiver
- Genre : Drame, Thriller
- Production : Thomas Bourguignon et Stéphanie Carrère[1],[2]
- Sociétés de production : Kwaï[1],[2],[4]
- Réalisation : Cyril Mennegun[1],[2],[3],[4]
- Scénario : Cyril Mennegun et Florence Vignon[1],[2]
- Musique : Sacha Galperine et Evgueni Galperine[2]
- Décors : François Girard[2]
- Costumes :
- Photographie : Thomas Letellier[2]
- Son : Martin Boisseau[2]
- Montage : Joël Jacovella[2]
- Maquillage :
- Pays de production :  France
- Langue originale : français
- Format : couleur
- Nombre de saisons : 1
- Nombre d'épisodes[1],[2] : 3
- Durée : 40 minutes[11]
- Dates de première diffusion :
  -  France : 10 novembre 2022 sur Arte[7],[11]